# Neosarromyia trinitas
Neosarromyia trinitas är en tvåvingeart som beskrevs av Thompson 1963. Neosarromyia trinitas ingår i släktet Neosarromyia och familjen parasitflugor. Artens utbredningsområde är Trinidad. underarter finns listade i Catalogue of Life.